# 武田王
武田王（たけだのきみ）は、古代日本の人物。父は日本神話に登場する日本武尊で、弟に佐伯命（佐伯王）がいる。尾張国の丹羽建部君の祖で、仲哀天皇の皇弟。

## 概要
記紀に記録なし。
『先代旧事本紀』によると弟橘媛との子とされる。
『ホツマツタヱ』によると、日本武尊が尾張国で後に結婚した宮簀媛（美夜受比売）が武田王と佐伯王の2人を産んだとされている。しかし、記紀において媛との子は記載されていない。
武田王を奉祀する、愛知県一宮市の宅美神社の由緒書によると、武田王はその土地に御所屋敷を構え、土地を開墾したとされ、山梨県韮崎市にある武田八幡宮では諏訪神社の南西に位置するわに塚の桜の御所を治めた後、薨じてこの地に葬られ「王仁塚」と呼ばれたと言う。

## 祀る神社
- 宅美神社
- 武田八幡宮